# Kloster Remse
Das Kloster Remse in der Gemeinde Remse im sächsischen Landkreis Zwickau, von Benediktinerinnen angelegt und betrieben, bestand von 1143 bis 1533 und ist heute nur noch teilweise erhalten. Das erhaltene Gebäude des mutmaßlichen Querturmes der ehemaligen Klosterkirche ist auch unter dem Namen „Roter Stock“ bekannt.

## Lage
Der sog. „Rote Stock“, Gebäuderest des einstigen Klosters Remse (mutmaßlich Teil der ehem. Klosterkirche) befindet sich auf einem Berghang im Nordteil der Gemeinde Remse am orographisch linken Ufer der Zwickauer Mulde. Auf der anderen Seite der Straße „Kirchberg“ befindet sich die heutige Dorfkirche von Remse, die wegen erhaltener romanischer Bauteile wohl auch Teil des Klosters war.

## Geschichte

### Zeit als Kloster
Das wegen seiner roten Farbe des verwendeten Baumaterials als Roter Stock bezeichnete Benediktiner-Nonnenkloster in Remse nördlich von Glauchau soll durch eine Schenkung des römisch-deutschen Königs Konrad III. im Jahre 1143 gegründet worden sein. Es entstand zehn Jahre nach der Stiftung des Klosters Bürgel bei Jena, von dem das Kloster in Remse ein Tochterkloster war. Ursprünglich sollte das neue Kloster den Brüdern des Klosters Bürgel dienen. Grundlage der wirtschaftlichen Festigung der Anlage war eine Schenkung von 100 Königshufen Rodungsland (rund 50 Hektar) rechts und links der Zwickauer Mulde bei Waldenburg und acht Dörfern an das Mutterkloster in Bürgel. Aufgrund der vom deutschen König getätigten Stiftung war das Kloster reichsunmittelbar und stand unter der Schutzherrschaft des Königs.
In den Jahren 1165/70 wurde erstmals urkundlich ein Kloster „… super Muldam“ erwähnt. Aufgrund der Entfernung vom Mutterkloster in Bürgel entschied man sich zur Gründung eines Benediktinerinnenklosters, das ab 1216 den Namen „Remse“ trug. Dieses blieb immer ein Tochterkloster von Bürgel und beherbergte zu dieser Zeit zehn Nonnen. Obwohl es rechtlich keine Selbstständigkeit besaß, war es wirtschaftlich eigenständig. Im Jahr 1254 erwarb es das eigene Vogteirecht, wodurch es sich seinen Schutzherrn selbst aussuchen konnte. Die Wirtschaftlichkeit des Klosters war hingegen gering, obwohl es weitere Dörfer im Umland (Weidensdorf, Kertzsch, Kleinchursdorf, Wickersdorf (anteilig bis 1488), Schwaben (anteilig bis 1488), Oertelshain, Oberwinkel, Ebersbach, Grumbach (bis 1495), Reichenbach (1243–1488), Oberwiera (Anteil ab 1365), das Rittergut Tettau mit Tettau, Oberdorf und Wünschendorf (1492)) hinzuerwerben konnte. Der Propst des Klosters wurde vom Bürgeler Abt eingesetzt. Ab 1254 beanspruchten die Herren von Waldenburg bzw. ab 1375/1378 die Herren von Schönburg die Schutzherrschaft (Vogteirecht) über das Kloster Remse, was der Abt des Klosters Bürgel jedoch abzuwehren versuchte. Die Streitigkeiten zwischen den Schönburgern und dem Kloster, insbesondere um Güter und deren Nutzung, konnten schließlich durch einen Kompromiss beigelegt werden. Den Schönburgern wurde u. a. die Jagd am rechten Ufer der Zwickauer Mulde zugebilligt. Die Schönburger nahmen auch das Schutzrecht für die seit 1426 in Remse bestehende Klosterschule wahr. Durch die Leipziger Teilung 1485 gehörte das Kloster Remse mit seinem Besitz zum ernestinischen Kurfürstentum Sachsen. Nach Streitigkeiten zwischen dem Kloster Remse und den Herren von Schönburg erfolgte im Jahr 1488 im Torgauer Urteil durch den sächsischen Kurfürsten Friedrich dem Weisen der Zuspruch von Tirschheim, Reichenbach und Anteilen von Wickersdorf und Schwaben an Ernst von Schönburg. Diese unter kursächsischer Lehnsherrschaft stehenden Orte wurden fortan als Grundherrschaft Tirschheim durch die Schönburgischen Herrschaften verwaltet.
Zu Beginn des 15. Jahrhunderts kam das Kloster Remse durch ständigen Erwerb von Grundbesitz zu einer gewissen Blüte. Um 1522 wirkten ca. 50 Personen inklusive Hofleute und Gesinde im Kloster. Infolge des Bauernkrieges verließ im Jahr 1525 der letzte Benediktinerabt von Bürgel sein Kloster und ging ins Tochterkloster nach Remse, um von da unterstützt zu werden. Das Kloster Bürgel wurde im Jahr 1526 aufgehoben. Das Tochterkloster Remse wiederum wurde im Zuge der Einführung der Reformation im ernestinischen Kurfürstentum Sachsen und der Säkularisation des geistlichen Besitzes im Jahr 1533 durch den sächsischen Kurfürsten Johann Friedrich I. formell aufgelöst. Den Nonnen wurde es freigestellt, die nunmehrige Domäne zu verlassen oder zu bleiben. Im zweiten Fall mussten sie die Ordenskleidung ablegen und sich den Anordnungen der Visitatoren fügen. In der Folgezeit verfiel die Klosterkirche.

### Nutzung als „Schloss Remissa“

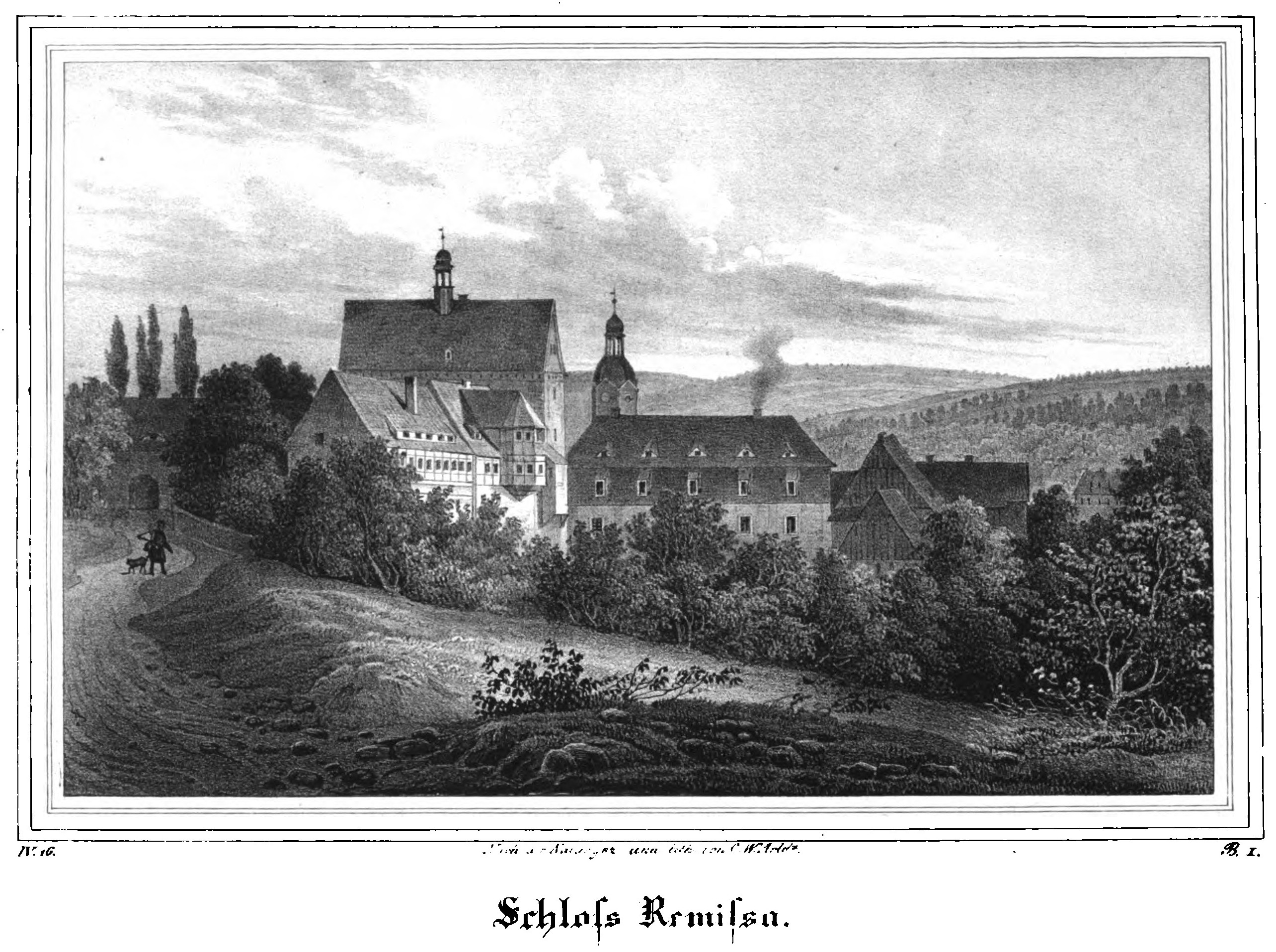
„Schloss Remissa“ (Remse), historische Ansicht

Der als kurfürstliche Domäne genutzte Klosterbesitz ging zehn Jahre später zeitgleich mit den Ämtern Penig und Wechselburg, die gegen die Schönburgischen Ämter Hohnstein, Lohmen, Wehlen in der Sächsischen Schweiz und der Herrschaft Kriebstein bei Mittweida im Jahre 1543 eingetauscht wurden, in den Lehnsbesitz der Herren von Schönburg über. Die Landeshoheit verblieb jedoch beim Kurfürstentum Sachsen. Durch den Erwerb der Herrschaft Remse konnten die Herren von Schönburg eine Lücke zwischen den Schönburgischen Herrschaften Glauchau und Waldenburg schließen. Die Herren von Schönburg nutzten das einstige Kloster zunächst als Rittergut. Später erfolgte der schlossähnliche Umbau. Christian Ernst von Schönburg-Hinterglauchau wurde im Jahre 1681 mit der Herrschaft Remse abgefunden. Nachdem das Gut Remse drei Generationen lang in der Linie Hinterglauchau als Nebenresidenz verblieben war, kam es an die Linie Forderglauchau. Der Dresdner Kaufmann und Bankier sowie kurfürstlich sächsischer Hofkammerrat Christian Friedrich Freiherr von Gregory besaß zwischen 1793 und 1797 das Anwesen. Von diesem kaufte es Fürst Otto Carl Friedrich von Schönburg-Waldenburg zurück. Das Rittergut Remse gehörte bis zur Bodenreform in der Sowjetischen Besatzungszone im Jahr 1945 und der damit einhergehenden Enteignung den Fürsten von Schönburg-Waldenburg.
Nach der Bodenreform wurde das ehemalige Rittergut weiterhin durch die LPG landwirtschaftlich genutzt. Seit dem Ende der DDR befindet sich hier eine Agrargenossenschaft. Die Gebäude des „Roten Stocks“ wurden ab 1993 saniert.
Ein Erbbegräbnis des Familienzweiges Schönburg-Remissa, die auf dem „Schloss Remissa“ (Roter Stock) von Mitte des 17. Jh. bis Mitte des 18. Jh. residierten, existierte offenbar in der benachbarten Dorfkirche St. Georg (ehemals wohl Teil des Klosters), die ebenfalls romanische Ursprünge hat. In der zugemauerten Gruft der Dorfkirche wurden bei einer Sondierung drei Särge aufgefunden.
Aktuell (2019) wird der Rote Stock noch bewohnt (Mietwohnungen).

## Kloster- bzw. spätere Schlossanlage
Von der einstigen Klosteranlage, wie Kirche und Kreuzgang, ist heute nicht mehr viel erhalten. Aus dem Westwerk der Klosterkirche ging der „Rote Stock“ hervor, ein massiver Rechteckbau, welcher der einzige erhaltene Rest des Klostergebäudes ist. Der Name rührt von der einstigen Sichtbarkeit der Ziegel her.
Nach der Säkularisation des Klosters in der Mitte des 16. Jahrhunderts ließen die neuen Besitzer den auf einem Grundrissmaß von ca. 18 m × 7,50 m errichteten Kirchturm zu einem Herrensitz in einer einfachen Renaissanceform umbauen. Seitdem diente der „Rote Stock“ den Herren von Schönburg als Nebenresidenz. Durch das Hinzufügen von Fenstern und Geschossdecken entstand ein Wohngebäude mit einem schlichten Satteldach und Dachreiter. Die die beiden Obergeschosse und der Spitzboden werden vom zentral gelegenen Eingang aus über eine seitlich angelegte Treppe erreicht. In der Mitte des 19. Jahrhunderts wurde ein Anbau hinzugefügt, der den Bediensteten des Rittergutes als Wohngebäude diente. Dieses wird vom ersten Obergeschoss über einen Durchgang erreicht.

## Besitz
Dörfer
- Breitenbach
- Ebersbach
- Franken (nach 1488 nur noch anteilig) (1)
- Harthau (sächs. Anteil) (2) (seit 1365)
- Kertzsch
- Kleinchursdorf
- Lipprandis
- Neukirchen (sächs. Anteil) (2)
- Oberdorf (seit 1492)
- Oberwiera (Anteil) (3)
- Oberwinkel
- Oertelshain
- Remse
- Tettau (seit 1492)
- Weidensdorf
- Wünschendorf (seit 1492)

Ehemaliger Besitz
- Grumbach (bis 1495)
- Reichenbach (1488 an die schönburgische Grundherrschaft Tirschheim)
- Schwaben (Anteil) (1488 an die schönburgische Grundherrschaft Tirschheim)
- Tirschheim (1488 an die schönburgische Grundherrschaft Tirschheim)
- Wickersdorf (sächs. Anteil) (1488 an die schönburgische Grundherrschaft Tirschheim)

Klöster, Schlösser, Rittergüter und Vorwerke
- Kloster Remse, nach 1533 Schloss
- Rittergut Tettau
- Vorwerk Breitenbach